# 郑州铁路集装箱中心站
郑州铁路集装箱中心站位于郑州市经济技术开发区，是中国《中长期铁路网规划》的18个铁路集装箱中心站之一，是郑州铁路枢纽的重要组成部分。

## 简介
郑州铁路集装箱中心站位于郑州市东南部的郑州经济技术开发区，占地2100余亩，是原铁道部批准建设的全国18个铁路集装箱中心站之一，与陇海铁路圃田站接轨，可经陇海铁路、京广铁路通达全国。中心站一期工程于2010年4月28日正式开通运营，一期建成2条货物装卸线，预留6条货物装卸线，每条线长1050米，可满足整列集装箱班列的到发和装卸作业，配有4台龙门吊、1台正面吊、2台集卡车。二期工程于同年6月建成。站内的郑州铁路口岸联检大楼于2014年建成，原位于货站街圃田西站的郑州铁路东站货运口岸于2014年8月29日整体搬迁至该中心站，并更名为郑州铁路口岸。

## 设施
中心站包括新建联检办公大楼、新建海关和检验检疫现场查验平台三大部分，选址位于郑州市东部的陇海铁路圃田站附近，占地面积1.6万平方米，郑州铁路集装箱中心站总投资8933万元，预计2013年年底竣工。郑州铁路集装箱中心站已于2010年6月建成并试运营，该工程属于郑州铁路集装箱中心站二期工程，主要是为了引入海关和检验检疫局等相关部门到中心站进行查验、办公，满足进出口集装箱的报关报检、查验、堆放和运输需求，能够在站内完成一整套的进出口流程。
此外，中心站还配备有智能大门、集装箱自动识别系统、集装箱大型安检仪等国际一流的设备与管理系统，设计能力初期为每年36万TEU（二十英尺普通货柜），远期为每年79万TEU，初期能力就可将现有郑州地区的铁路集装箱办理能力提高3倍。

## 业务
中心站除开展铁路集装箱到发、装卸、拼箱、掏装箱、堆存、报关、转关、清关与商检等业务外，还将开展集装箱公路运输、货物配送及仓储业务，另外还包含国际货代、国际多式联运、集装箱班列整租等服务。
郑州市铁路集装箱业务过去分散在圃田、欢河、铁炉等铁路小站。中心站开通后这些小站所有集装箱业务都转入到了中心站。
郑欧国际铁路货运班列起点即位于郑州铁路集装箱中心站，从郑州出发，经哈萨克斯坦、俄罗斯、白俄罗斯、波兰，最终抵达德国汉堡。郑欧班列是郑州航空港区的配套项目之一，有力巩固了郑州的铁路货运中心地位。郑州汽车整车进口口岸也位于该中心站内。

## 货物联运
郑州铁路集装箱中心站货物可与郑州新郑国际机场、京港澳高速公路、连霍高速公路、郑民高速公路等展开联运。